# Tolkningarna (EP av Lena Philipsson)
Tolkningarna är en EP av den svenska artisten Lena Philipsson. EP:n släpptes digitalt den 25 december 2011 och innehåller Philipssons tolkningar från den andra säsongen av underhållningsprogrammet Så mycket bättre som visades på TV4 under hösten 2011. I programmet tolkade Philipsson låtar från de andra svenska artisterna Tomas Ledin, Laleh, Timbuktu, Mikael Wiehe, E-Type och Eva Dahlgren.
Två av låtarna "Live Tomorrow" och "The botten is nådd!" är också inkluderade på albumet Världen snurrar från 2012. "Live Tomorrow" blev en radiohit men lyckades inte ta sig in på den officiella Sverigetopplistan.

## Låtlista
| Spår | Låttitel              | Kompositör                            | Textförfattare                        | Producent     | Längd | Gjord i original av                |
| ---- | --------------------- | ------------------------------------- | ------------------------------------- | ------------- | ----- | ---------------------------------- |
| 1.   | Live Tomorrow         | Laleh Pourkarim                       | Laleh Pourkarim                       | Peter Boström | 3:23  | Laleh                              |
| 2.   | Sensuella Isabella    | Tomas Ledin                           | Tomas Ledin                           |               | 3:20  | Tomas Ledin                        |
| 3.   | Jag klär av mig naken | Eva Dahlgren                          | Eva Dahlgren                          |               | 3:41  | Eva Dahlgren                       |
| 4.   | Vem kan man lita på?  | Mikael Wiehe                          | Mikael Wiehe                          |               | 3:13  | Mikael Wiehe (Hoola Bandoola Band) |
| 5.   | The botten is nådd    | Jason Diakté                          | Jason Diakté                          | Boström       | 3:46  | Timbuktu                           |
| 6.   | Life                  | Martin Eriksson, Johan Fredrik Ekdahl | Martin Eriksson, Johan Fredrik Ekdahl |               | 3:17  | E-Type                             |